# Xenaclopus borneensis
Xenaclopus borneensis är en skalbaggsart som beskrevs av Gilbert John Arrow 1915. Xenaclopus borneensis ingår i släktet Xenaclopus och familjen Melolonthidae. Inga underarter finns listade i Catalogue of Life.